# Culinária do Chipre

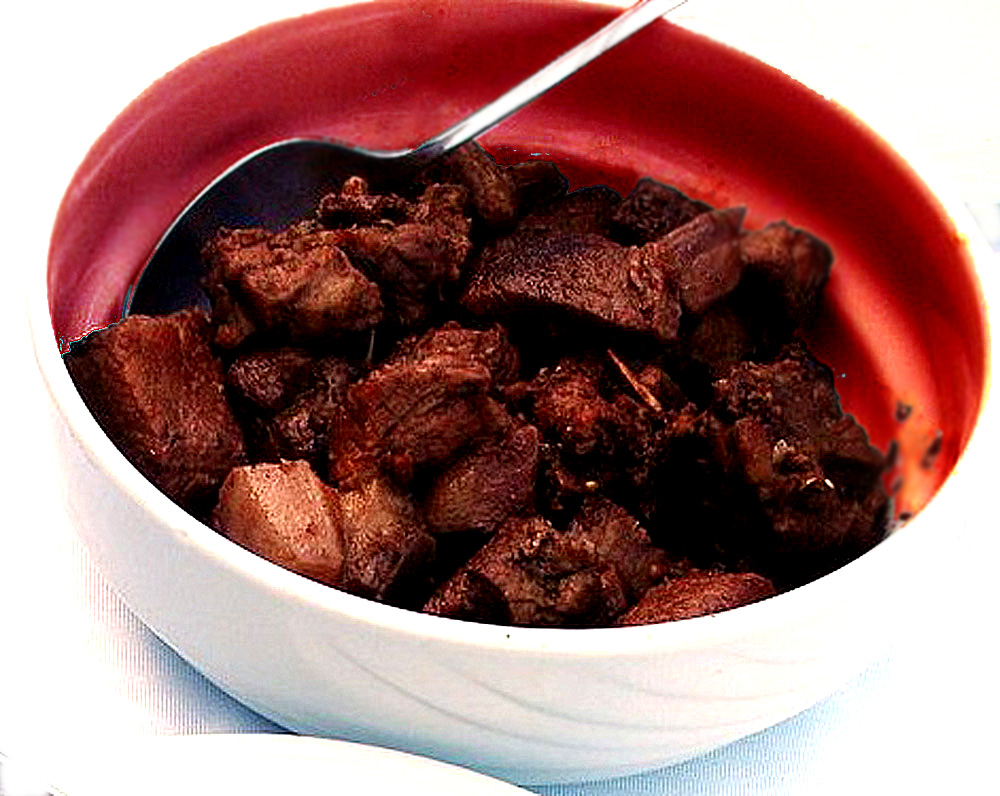
Afelia, um prato típico da culinária do Chipre.

A culinária do Chipre é o resultado da sua posição geográfica, no extremo leste do Mediterrâneo, entre a Turquia, o Líbano e a Grécia, incluindo as influências da sua colonização pelos ingleses. Os cipriotas têm o hábito de se juntarem em grandes grupos aos fins de semana à volta duma mesa onde se servem grandes variedades de pratos; isto provém da sua preferência pela mistura, que é o significado da palavra "meze", que se tornou uma forma como no Ocidente muitas vezes se conhece a culinária da Grécia ou doutros países do Levante. 
A meze inclui sempre queijos, como o halloumi, produzido a partir do leite de cabras alimentadas com tomilho e normalmente servido frito, kaskavalli ou feta, tomate, azeitonas, aipo, alcachofra, presunto ("hiromeri"), humus (ou homus, puré de grão-de-bico temperado), taramosalata (ovas de peixe cozidas e misturadas com puré de batata, sumo de limão, cebola e óleo), tahini (puré de gergelim), polvo, camarão e salmonete ("barbouni") fritos, galinha, pimentos, salsichas sheftalia (grelhadas) e "koupepia" (folhas de videira recheadas). O conjunto é sempre acompanhado com pão branco, típico da ilha.
Outras especialidades da culinária cipriota, muitas vezes partilhada com a grega, incluem:
- Afelia: carne de porco marinada em vinho tinto e sementes de coentro e a seguir cozinhada na marinada;
- Salada-da-aldeia: com repolho, alface, aipo, pepino, tomate, pimento, azeitonas, queijo feta e ervas aromáticas;
- Kleftiko: carne de borrego cozinhada no forno com vegetais, num molho de vinho, enrolada em folha de alumínio;
- Keftedes: almôndegas de carne fritas (equivalente à "kofta" da Turquia e outros países da região);
- Kolokasi: inhame, geralmente guisado com aipo e tomate, por vezes com carne;
- Kolokithakia: courgettes recheadas ou servidas simples, como acompanhamento;
- Koukia: favas, servidas numa sopa ou cruas numa salada;
- Lountza: presunto de lombo de porco; comido cru, grelhado ou frito, muitas vezes, fazendo parte da meze;
- Makaronia tou fournou (or pastitsio): macarrão no forno, com carne moída;
- Azeitonas: muitas vezes marinadas com alho, coentro, limão e tomilho;
- Pastourmas: carne curada e seca ao ar livre, geralmente de vaca, aparentemente de origem arménia, mas apreciada em todo o Levante e nos Balcãs; pode ser um pedaço de carne, ou salsichas de carne moída; aparentemente, esta preparação deu origem ao americano "pastrami";
- Pilafi: trigo partido e aletria cozidos em caldo de galinha, servido com pratos de vegetais;
- Souvla: carne de porco, galinha ou borrego assada no espeto, muitas vezes em picnics, aniversários ou outras festas; tradicionalmente, tomar conta do espeto é “trabalho-de-homem”;
- Souvlakia: espetadas de carne grelhadas;
- Stifado: guisado de carne de vaca ou coelho;
- Ttalattouri (equivalente ao tzatziki grego ou turco): iogurte com pepino e hortelã;
- Trahana: trigo partido misturado com iogurte e seco, para ser usado em sopas ou outros pratos, muitas vezes com queijo halloumi.

## Sobremesas e doces cipriotas
- Daktila (dedos de menina): "charutos" de massa de farinha e óleo recheados com uma mistura de nozes e canela, fritos e ensopados num xarope;
- Glyko tou koutaliou (doce-de-colher): frutas ou nozes marinadas em xarope e servidas com um copo de água (ou com chá), como uma forma de dar as boas-vindas a visitas;
- Koulourakia: um biscoito ou pãozinho em forma de argola, coberto de sementes de gergelim;
- Loukoumades: bolinhas de massa de choux (ou "profiteroles") fritas e ensopadas em xarope;
- Loukoumia ou "delícia cipriota": cubos feitos com uma massa de maizena e açúcar cozida em água de rosas, com amêndoas e sumos de frutas, e polvilhados de açúcar-de-confeiteiro; apesar desta iguaria, com diferentes variantes, ser apreciada em todo o Levante (e internacionalizada, por exemplo, como "delícia turca"), foi considerada “produto nacional do Chipre” em 2004, depois de uma preparação com 2.530 kg feita em Yeroskipos, perto de Pafos, ter ficado no Guinness Book [2];
- Palouzes: uma espécie de pudim feito com sumo de uva fervido e clarificado, farinha de trigo, água de rosas, canela e goma arábica; é usado para preparar soujoukos (ver abaixo), mas também pode ser consumido quente, com amêndoas ou nozes partidas, mas normalmente é servido frio; o produto tem um curto período-de-prateleira, mas se deixado a secar à sombra, pode ser cortado em retângulos, dando lugar a outro doce tradicional, "kiofterka".
- Soujoukos ou soutzoukos (pronúncia grega): este nome pode vir do arménio "soujoukh", que é o nome duma salsicha local, por causa do seu aspeto; o doce é preparado com um núcleo de amêndoas ou nozes que são colocadas em água até ficarem moles, depois cozidas numa linha com cerca de dois metros, mergulhadas em palouz e deixadas a secar; o processo é repetido até se obter uma "salsicha" com 4-6 cm de espessura, que se deixa secar e se corta em pedaços. [3]